# Скуби-Ду! Боязнь сцены
Скуби-Ду! Боязнь сцены (англ. Scooby-Doo! Stage Fright) — американский анимационный фильм студии Warner Bros. Animation из франшизы «Скуби-Ду». Премьера мультфильма состоялась 20 августа 2013 года.

## Сюжет
Дафни и Фрэд принимают участие в конкурсе талантов под названием «Звёздный талант», где выступают как дуэт «Блейк и Джонс», исполняющий песни, но конкурс под угрозой срыва, так как Фантом преследует участников, нападает на них и пугает их. Банда должна разгадать эту тайну, прежде чем конкурс сорвётся и останется без победителя.

## Роли озвучивали
| Актёр          | Перснонаж             |
| -------------- | --------------------- |
| Фрэнк Уэлкер   | Скуби-Ду / Фред Джонс |
| Мэттью Лиллард | Шэгги Роджерс         |
| Грей Делайл    | Дафни Блейк           |
| Минди Кон      | Велма Динкли          |
| Эрик Бауза     | К. Дж.                |